# Cuviera heisteriifolia
Cuviera heisteriifolia är en måreväxtart som beskrevs av Gottfried Wilhelm Johannes Mildbraed. Cuviera heisteriifolia ingår i släktet Cuviera och familjen måreväxter. Inga underarter finns listade i Catalogue of Life.